# Władysław Hańcza (1932–1966)

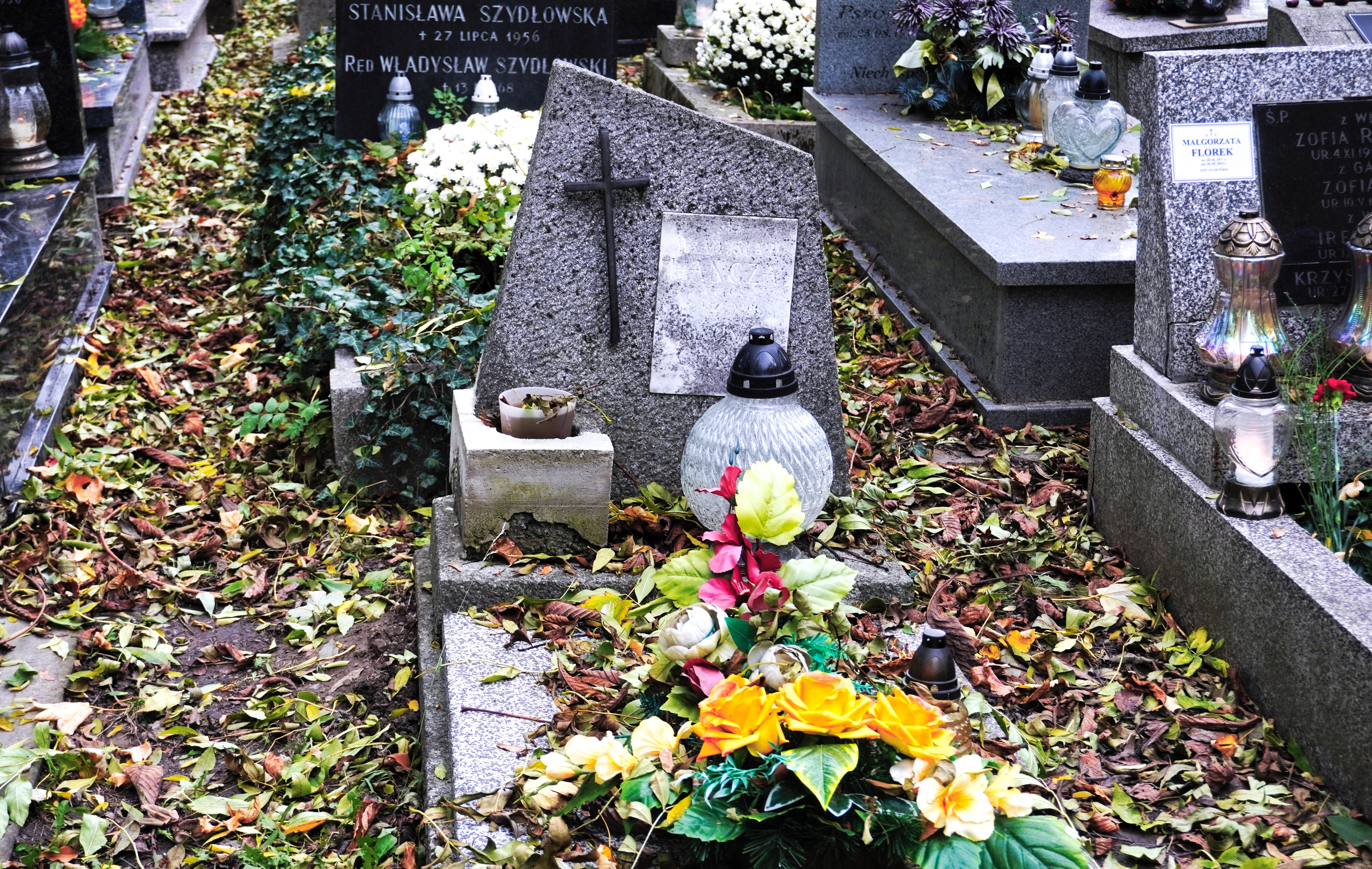
Grób Władysława Hańczy na Cmentarzu Rakowickim w Krakowie

Władysław Hańcza lub też Włodzisław Hańcza (ur. 18 października 1932 w Toruniu, zm. 14 września 1966 w Krakowie) – polski aktor teatralny.

## Życiorys
Był synem aktorów Władysława Hańczy i Heleny Chanieckiej. Po rozwodzie rodziców w 1948 roku, pozostał przy matce. Od 1950 rozpoczął karierę jako aktor teatralny. W sezonie 1950/1951 występował w Teatrze Ziemi Pomorskiej w Toruniu i Bydgoszczy. W sezonie 1951/1952 występował w Ludowym Teatrze Muzycznym w Warszawie, w sezonie 1953/1954 w Teatrze im. Juliusza Osterwy w Lublinie, w sezonie 1954/1955 w ARTOS-ie w Warszawie.
W 1955 zdał aktorski egzamin eksternistyczny i kontynuował występy na deskach Estrady Satyrycznej w Łodzi (sezon 1958/1959). W sezonie 1958/1959 występował w Teatrze Powszechnym im. Stanisławy Wysockiej w Krakowie, w sezonie 1959/1960 w Teatrze Dolnośląskim w Jeleniej Górze oraz w ramach Państwowego Przedsiębiorstwa Imprez Estradowych we Wrocławiu. W sezonie 1963/1964 był aktorem Teatru im. Wojciecha Bogusławskiego w Kaliszu, w sezonie 1964/1965 i 1965/1966 w Teatrze Zagłębia w Sosnowcu.
Na koncie miał między innymi role Nieznajomego w Drzewa umierają stojąc Alejandro Casona, Alguasila  w Zielonym Gilu Tirsa de Moliny, Drugiego w Nocnej Opowieści czy Mężczyznę w Opowieści jednej dziewczyny.
Zmarł nagle w 1966. Został pochowany na cmentarzu Rakowickim w Krakowie.